# PocketDOS
PocketDOS – emulator komputera PC dla Pocket PC potrafiący uruchomić system operacyjny FreeDOS, dzięki czemu można uruchomić wiele aplikacji przeznaczonych dla systemu MS-DOS. Emulator potrafi emulować procesory Intela 8086/80186/80286 (tylko w trybie rzeczywistym) oraz układy graficzne CGA/EGA/VGA/SVGA, HP-LX albo tryb tekstowy.